# Aeroporto di Surgut
L'aeroporto di Surgut è un aeroporto situato a 6 km a nord della città di Surgut, nella regione del Circondario autonomo dei Chanty-Mansi, in Russia.

## Storia
- 1994 - l'azienda Aeroporto di Surgut S.p.a. viene fondata in seguito alla privatizzazione della parte della gestione aeroportuale della compagnia aerea russa Tjumenaviatrans.
- 1998 - l'aeroporto di Surgut si piazza al terzo posto nel concorso "Migliore Aeroporto Regionale dei paesi della CSI".
- 2000 - riceve un premio riconoscimento come l'aeroporto più intensamente sviluppato dell'anno nei paesi della CSI.
- 2001 - all'aeroporto di Surgut operano i voli di linea 77 compagnie aeree e transitano 786 000 passeggeri.
- 2002 - apertura del nuovo complesso aeroportuale a Surgut col settore internazionale del terminal con una capacità di transito di 150 passeggeri all'ora. L'aeroporto diventa uno scalo internazionale.[2]

## Strategia
L'aeroporto di Surgut è un aeroporto internazionale con una vasta rete di destinazioni nella Russia: nel Caucaso, negli Urali, nella Siberia e nell'Estremo Oriente russo, ed all'estero: nell'Asia centrale, nei Paesi della CSI, in Europa.
Il complesso aeroportuale di Surgut è rappresentato attualmente dal moderno Terminal Passeggeri gestito dalla Aeroporto Surgut S.p.a. aperto nel 2002. Il gestore aeroportuale prevede inoltre un programma di investimenti per la costruzione del nuovo complesso cargo all'aeroporto. La fabbrica di alimentazione di bordo aeroportuale, il collegamento intermodale con le Ferrovie russe, le biglietterie della compagnie aeree, un confortevole albergo di 68 camere, la zona di magazzino per lo stoccaggio delle merci per le dogane offrono per i passeggeri e per le compagnie aeree i più alti standard internazionali di servizio. L'Aeroporto di Surgut è considerato uno dei migliori in Russia per l'equipaggiamento e lo sviluppo delle infrastrutture.